# Dood Joesjtsjenko!

De ligging van Oekraïne in Europa

Dood Joesjtsjenko! is een spionageroman van auteur Gérard de Villiers en het 158e deel uit de S.A.S.-reeks met als protagonist de Oostenrijkse prins en freelance CIA-agent Malko Linge.

## Het verhaal
Malko reist naar Oekraïne en gebruikt hiervoor de dekmantel van OSCE-waarnemer, die in het land neergestreken zijn om toezicht te houden op een eerlijk verloop van de presidentverkiezingen. Drie maanden eerder was de pro-westerse presidentskandidaat Viktor Joesjtsjenko met vreemde ziekteverschijnselen opgenomen in het ziekenhuis. Zij gehele aangezicht was opgezwollen en zat onder de puisten. Artsen hadden een ernstige leverontsteking vastgesteld, die was veroorzaakt door een dioxinevergiftiging.
De CIA vermoed dat Rusland hier de hand in heeft aangezien zij de pro-Russische presidentskandiaat en huidige minister-president Viktor Janoekovytsj openlijk steunen.
De straten van Kiev werden bevolkt door Oekraïners met oranje sjaals en petten, als symbool en steunbetuiging voor de oranjerevolutie van de pro-westerse presidentskandidaat Viktor Joesjtsjenko.
Malko ontdekt dat een door de Russen aangestuurde groep Oekraïense criminelen op het punt staat nog een poging te ondernemen om Joesjtsjenko definitief het zwijgen op te leggen.
Aan Malko de taak deze aanslag te voorkomen.

## Personages
- Malko Linge, een Oostenrijkse prins en CIA-agent;
- Irina Murray, een stagiaire op de Amerikaanse ambassade te Kiev;
- Donald Redstone, de COS van het CIA-kantoor te Kiev;
- Vladimir Sevtsjenko, een Oekraïens wapenhandelaar;
- Tatiana Mikhailova, een medewerkster van Vladimir Sevtsjenko;
- Evguena Bogdanov, een Oekraïense schone;
- Viktoria Posnyaki, een vriendin van Evguena Bogdanov;
- Roman Martsjoek, een Oekraïense dissident;
- Evgueni Tsjervanienko, het hoofd beveiliging van Viktor Joesjtsjenko;
- Nikolai Zabotine, een leidinggevende van de Russische geheime dienst FSB in de Oekraïense hoofdstad Kiev;
- Stephan Oswacim, een Poolse huurmoordenaar;